# إطار العمل الدولي للتشغيل البيني للصور IIIF

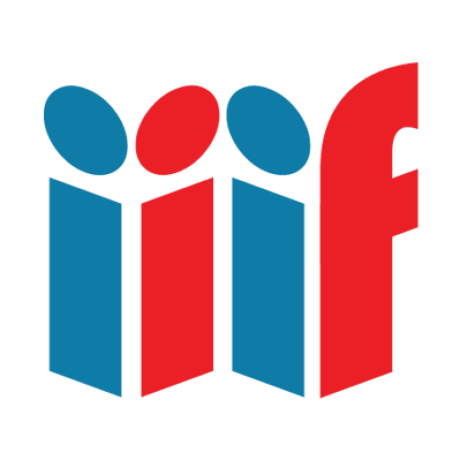
شعار IIIF

إطار التوافق الدولي للصور (بالإنجليزية: International Image Interoperability Framework ويُختصر: IIIF، ويُنطق "ثلاثة آي إف") هو مجموعة من واجهات برمجة التطبيقات التي توفر طريقة موحدة لوصف وتقديم الصور عبر الإنترنت، بالإضافة إلى "بيانات وصفية معروضة"، أي البيانات الوصفية الهيكلية حول تسلسل الصور المنظم.
عند قيام المؤسسات التي تحتفظ بأعمال فنية أو كتب أو صحف أو مخطوطات أو خرائط أو لفائف أو مجموعات ورقية مفردة أو مواد أرشيفية بتوفير واجهات IIIF لمحتواها، يمكن لأي عارض أو تطبيق متوافق مع IIIF عرض الصور بالإضافة إلى البيانات الوصفية الخاصة بالبنية والعرض.
لقد أدّت العديد من برامج الرقمنة إلى إتاحة محتوى مجموعات معينة على الإنترنت من خلال تطبيقات عرض مخصصة لها، ولكن هذه المجموعات المختلفة لم تكن في العادة قابلة للتشغيل البيني فيما بينها، ولا يستطيع المستخدمون أو المؤسسات استبدال العارض الخاص بهم لعرض المواد الرقمية.
يهدف IIIF إلى تطوير تقنيات مشتركة لكلٍ من العميل والخادم لتمكين التشغيل البيني عبر المستودعات، كما يسعى إلى تعزيز سوق للخوادم وتطبيقات العرض المتوافقة مع هذا الإطار.

## واجهة برمجة التطبيقات للصور (Image API)
يُستخدم منفذ واجهة الصور API بشكل شائع مع الصور عالية الدقة للسماح للعملاء بطلب "أجزاء صغيرة منخفضة الدقة" تُستخدم في أدوات عرض بأسلوب التكبير العميق مثل أداة OpenSeadragon.

## واجهة برمجة التطبيقات للعرض (Presentation API)
تنشر المؤسسة وثيقة تُسمى "بيان" (Manifest) — وهي مستند بصيغة JSON-LD — يصف بنية كل كتاب أو عمل فني أو مخطوطة أو أي أثر رقمي. يحتوي البيان على إشارات إلى نقاط النهاية الخاصة بواجهة الصور API. ويمكن لتطبيق العرض الذي يستهلك هذا البيان أن يُقدم تجربة مستخدم متكاملة للكائن، من خلال تطبيق ميزات مثل التنقل بين الصفحات، والتكبير العميق، والتعليقات التوضيحية على الصور.

## واجهة برمجة التطبيقات للبحث (Search API)
تُتيح واجهة البحث في IIIF "البحث ضمن محتوى التعليقات التوضيحية داخل مورد IIIF فردي، مثل بيان (Manifest) أو نطاق (Range) أو مجموعة (Collection)".

## حالة استخدام نموذجية
من حالات الاستخدام النموذجية لإطار IIIF أن يتمكّن المستخدم من عرض مخطوطة تم تفكيكها في الماضي، حيث أصبحت أوراقها موزعة على مجموعات مختلفة. إذا قامت كل مجموعة بإتاحة صورها الرقمية من خلال واجهة الصور API، يمكن للباحث إنشاء ونشر بيان (manifest) يعيد رقميًا تجميع هذه الأوراق ليقدم تجربة مستخدم موحدة للمخطوطة في أي عارض متوافق.

## التاريخ
تم اقتراح واجهة الصور API في أواخر عام 2011 كمشروع تعاوني بين المكتبة البريطانية، جامعة ستانفورد، مكتبات بودليان (جامعة أوكسفورد)، المكتبة الوطنية الفرنسية، المكتبة الوطنية النرويجية، مكتبة البحوث في مختبر لوس ألاموس الوطني، وجامعة كورنيل. وقد نُشرت النسخة 1.0 من الواجهة في عام 2012.
أما النسخة 1.0 من واجهة العرض (Presentation API) فقد نُشرت في عام 2013، والنسخة الأولى من واجهة البحث (Search API) في عام 2016.

## قائمة جزئية للبرمجيات الداعمة لواجهات IIIF

### خوادم الصور (Image Servers)
- Cantaloupe[11]
- Hymir IIIF Server[12]
- Loris IIIF Image Server[13]
- IIPImage[14]
- digilib[15]
- Djatoka (مع أدوات مساعدة)[16]

### برمجيات العرض / مكتبات العملاء
- OpenSeadragon[17]
- Mirador[18]
- Clover IIIF[19]
- Canopy IIIF[20]
- Wellcome Player / عارض المكتبة البريطانية العالمي (Universal Viewer)[21]<ref>{{استشهاد ويب|مسار=https://github.com/UniversalViewer/universalviewer%7Cعنوان=UniversalViewer/universalviewer%7Cموقع=[[Git*

## استخدام IIIF في العالم العربي
رغم أن إطار التوافق الدولي للصور (IIIF) لا يزال في طور التوسع عالميًا، إلا أن عدداً من المؤسسات في العالم العربي بدأت في تبني هذه التقنية لتحسين عرض المجموعات الرقمية. من أبرز هذه المؤسسات:
- مكتبة قطر الوطنية التي تستخدم تقنيات IIIF لعرض مخطوطاتها النادرة ضمن بوابة التراث العربي الرقمي، مما يتيح تصفح المخطوطات بدقة عالية وبميزات تفاعلية مثل التقريب وتصفح الصفحات.
- مشروع المكتبة الرقمية العالمية، الذي يضم مساهمات من مكتبات عربية، ويستفيد من واجهات IIIF في تقديم المخطوطات والصور التاريخية من العالم الإسلامي.
- بعض الجامعات في المملكة العربية السعودية ومصر بدأت بدراسة إمكانية تكامل أنظمة IIIF مع مستودعاتها المؤسسية الرقمية، وخاصة لمحتوى الأطروحات والمخطوطات التاريخية.

يمثل اعتماد IIIF في المنطقة العربية خطوة مهمة نحو تعزيز الوصول المفتوح إلى التراث الثقافي العربي، وإتاحة فرص التعاون الرقمي بين المؤسسات المحلية والعالمية.
انظر أيضًا
- ديجافو (صيغة ملفات)

## وصلات خارجية
- الصفحة الرئيسية للمشروع
- عرض IIIF – برمجيات ومواقع تطبق إطار IIIF
- منتدى نقاش المشروع (Google Groups)
- IIIF في المتاحف – عرض تقديمي تمهيدي، نوفمبر 2014
- Awesome IIIF – قائمة شاملة بموارد IIIF